# Saison 1986-1987 de snooker
Navigation
1985-1986 1987-1988
La saison 1986-1987 de snooker est la 19e saison de snooker. Elle regroupe 33 tournois organisés par la WPBSA entre juillet 1986 et juin 1987.

## Nouveautés
- Retour dans le calendrier du championnat d'Afrique du Sud professionnel et du Masters de Malaisie.
- Création du championnat Matchroom et de la coupe Kent.
- Le Masters de Singapour, le tournoi des champions du monde et le Classique de Belgique ne sont pas reconduits.
- Arrêt du Pot Black, tournoi créé dès la première saison, après 18 éditions.
- L'épreuve d'automne du tournoi pro-am Pontins disparait en étant incorporée à la série de tournois qualificatifs pour le circuit professionnel.

## Calendrier
| C = Tournoi classé (professionnel)                                |
| NC = Tournoi non classé (professionnel)                           |
| TE = Tournoi par équipes (professionnel)                          |
| P/A = Tournoi pro-am (professionnel et amateur)                   |
| TQ = Tournoi qualificatif pour le circuit professionnel (amateur) |

| Dates (mois-jour) | Dates (mois-jour) | Tournoi                                                               | Lieu            | Site                             | Cat. | Vainqueur            | Finaliste                   | Score   | Références |
| 07–??             | 07–??             | Challenge Carlsberg                                                   | Dublin          | RTÉ Studios                      | NC   | Dennis Taylor        | Jimmy White                 | 8–3     | [ 1 ]      |
| 08–??             | 08–??             | Masters de Thaïlande                                                  | Bangkok         | Chiang Mai Plaza Hotel           | NC   | James Wattana        | Terry Griffiths             | 2–1     | [ 2 ]      |
| 08–??             | 08–??             | Masters d'Australie                                                   | Sydney          | Parmatta Club                    | NC   | Dennis Taylor        | Steve Davis                 | 3–2     | [ 3 ]      |
| 08–??             | 08–??             | Championnat du Canada                                                 | Toronto         |                                  | NC   | Cliff Thorburn       | Jim Wych (en)               | 6–2     | [ 4 ]      |
| 08–??             | 08–??             | Championnat d'Afrique du Sud                                          | Johannesbourg   |                                  | NC   | Silvino Francisco    | Francois Ellis              | 9–1     | [ 4 ]      |
| 09–??             | 09–??             | Championnat d'Australie                                               | Sydney          | Wooloongong                      | NC   | Warren King (en)     | John Campbell (en)          | 10–3    | [ 4 ]      |
| 09–??             | 09–??             | Masters de Malaisie                                                   | Kuala Lumpur    | Putra World Trade Centre         | NC   | Jimmy White          | Dennis Taylor               | 2–1     | [ 5 ]      |
| 09–??             | 09–??             | Masters de Hong Kong                                                  | Hong Kong       |                                  | NC   | Willie Thorne        | Dennis Taylor               | 8–3     | [ 5 ]      |
| 09–??             | 09–??             | Masters de Chine                                                      | Shanghai        |                                  | NC   | Steve Davis          | Terry Griffiths             | 3–0     | [ 5 ]      |
| 09–17             | 09–24             | Championnat Matchroom                                                 | Southend-on-Sea | Cliffs Pavilion                  | NC   | Willie Thorne        | Steve Davis                 | 10–9    | [ 6 ]      |
| 09–18             | 09–21             | Masters d'Écosse                                                      | Glasgow         | Hospitality Inn                  | NC   | Cliff Thorburn       | Alex Higgins                | 9–8     | [ 7 ]      |
| 09–26             | 10–05             | Open international                                                    | Stoke-on-Trent  | Trentham Gardens                 | C    | Neal Foulds          | Cliff Thorburn              | 12–9    | [ 8 ]      |
| 10–18             | 10–26             | Grand Prix                                                            | Reading         | The Hexagon                      | C    | Jimmy White          | Rex Williams                | 10–6    | [ 9 ]      |
| 10–??             | 10–??             | Séries qualificatives pour le circuit professionnel 88/89 (épreuve 1) | Prestatyn       | Pontins                          | TQ   | Tony Wilson          | Craig Edwards (en)          | 5-4     |            |
| 10–28             | 11–01             | Masters du Canada                                                     | Toronto         | CBC Television Studios           | NC   | Steve Davis          | Willie Thorne               | 9–3     | [ 10 ]     |
| 11–14             | 11–30             | Championnat du Royaume-Uni                                            | Preston         | Preston Guild Hall               | C    | Steve Davis          | Neal Foulds                 | 16–7    | [ 11 ]     |
| 12–02             | 12–14             | Championnat du monde par équipes                                      | Northampton     | Derngate Centre                  | TE   | Steve Davis Tony Meo | Mike Hallett Stephen Hendry | 12–3    | [ 12 ]     |
| 01–02             | 01–11             | Classique de snooker                                                  | Blackpool       | Norbreck Castle Hotel            | C    | Steve Davis          | Jimmy White                 | 13–12   | [ 13 ]     |
| 01–25             | 02–01             | Masters                                                               | Londres         | Wembley Conference Centre        | NC   | Dennis Taylor        | Alex Higgins                | 9–8     | [ 14 ]     |
| 02–??             | 02–??             | Championnat d'Écosse                                                  | Glasgow         | Steve Davis Club                 | NC   | Stephen Hendry       | Jim Donnelly (en)           | 10–7    | [ 15 ]     |
| 02–??             | 02–??             | Championnat d'Irlande                                                 | Antrim          | Antrim Forum                     | NC   | Dennis Taylor        | Joe O'Boye (en)             | 9–2     | [ 16 ]     |
| 02–06             | 02–11             | Championnat d'Angleterre                                              | Ipswich         | Corn Exchange                    | NC   | Tony Meo             | Les Dodd (en)               | 9–5     | [ 17 ]     |
| 02–09             | 02–13             | Championnat du pays de Galles                                         | Newport         | Newport Centre                   | NC   | Doug Mountjoy        | Steve Newbury (en)          | 9–7     | [ 18 ]     |
| 02–15             | 03–01             | Open de Grande-Bretagne                                               | Derby           | Assembly Rooms                   | C    | Jimmy White          | Neal Foulds                 | 13–9    | ,          |
| 03–05             | 03–08             | Coupe Kent                                                            | Pékin           |                                  | NC   | Willie Thorne        | Jimmy White                 | 5–2     | [ 5 ]      |
| 03–18             | 03–21             | Coupe du monde                                                        | Bournemouth     | Bournemouth International Centre | TE   | Irlande unifiée      | Canada                      | 9–2     | ,          |
| 03–24             | 03–29             | Masters d'Irlande                                                     | Kill            | Goff's                           | NC   | Steve Davis          | Willie Thorne               | 9–1     | [ 23 ]     |
| 04–18             | 05–04             | Championnat du monde                                                  | Sheffield       | Crucible Theatre                 | C    | Steve Davis          | Joe Johnson                 | 18–14   | [ 24 ]     |
| 05–??             | 05–??             | Tournoi Pontins professionnel                                         | Prestatyn       | Pontins                          | NC   | Neal Foulds          | Willie Thorne               | 9–8     | ,          |
| 01–??             | 05–??             | Ligue Matchroom                                                       |                 |                                  | NC   | Steve Davis          | Neal Foulds                 | [ n 1 ] | [ 27 ]     |
| 05-16             | 05-23             | Séries qualificatives pour le circuit professionnel 88/89 (épreuve 2) |                 | Warners                          | TQ   | Nick Terry (en)      | Darren Morgan               | 5-3     |            |
| 05-30             | 06-06             | Séries qualificatives pour le circuit professionnel 88/89 (épreuve 3) | Prestatyn       | Pontins                          | TQ   | Steve Ventham        | Steve Campbell (en)         | 5-4     |            |
| 06–??             | 06–??             | Tournoi Pontins pro-am (printemps)                                    | Burnham-on-Sea  | Sands Holiday Village            | P/A  | Stefan Mazrocis (en) | Barry Pinches               | 7-2     |            |

## Classement mondialen début et fin de saison

### Classement après lechampionnat du monde 1986
| Rang | Évol.         | Joueur            |
| 1    | en stagnation | Steve Davis       |
| 2    | 1             | Cliff Thorburn    |
| 3    | 1             | Tony Knowles      |
| 4    | 7             | Dennis Taylor     |
| 5    | 1             | Kirk Stevens      |
| 6    | 1             | Ray Reardon       |
| 7    | en stagnation | Jimmy White       |
| 8    | en stagnation | Terry Griffiths   |
| 9    | en stagnation | Alex Higgins      |
| 10   | en stagnation | Tony Meo          |
| 11   | 1             | Willie Thorne     |
| 12   | 6             | Eddie Charlton    |
| 13   | 4             | Silvino Francisco |
| 14   | 2             | David Taylor      |
| 15   | en stagnation | Doug Mountjoy     |
| 16   | 3             | Joe Johnson       |

### Classement après lechampionnat du monde 1987
| Rang | Évol.         | Joueur            |
| 1    | en stagnation | Steve Davis       |
| 2    | en stagnation | Cliff Thorburn    |
| 3    | 1             | Dennis Taylor     |
| 4    | 1             | Tony Knowles      |
| 5    | 2             | Jimmy White       |
| 6    | 3             | Alex Higgins      |
| 7    | 4             | Willie Thorne     |
| 8    | 8             | Joe Johnson       |
| 9    | 4             | Kirk Stevens      |
| 10   | 2             | Terry Griffiths   |
| 11   | 1             | Tony Meo          |
| 12   | 1             | Silvino Francisco |
| 13   | 10            | Neal Foulds       |
| 14   | 1             | Doug Mountjoy     |
| 15   | 9             | Ray Reardon       |
| 16   | 11            | Rex Williams      |